# Jamaica Bay
Jamaica Bay is een baai in het zuidwesten van Long Island in de Amerikaanse staat New York, ten zuiden van de boroughs Queens en Brooklyn van de stad New York. Het estuarium grenst aan de Lower New York Bay via de Rockaway Inlet en is 101 km² groot. Jamaica Bay en de Rockaway Inlet worden van de Atlantische Oceaan gescheiden door het schiereiland Rockaway. Het is de meest westelijke van verschillende kustlagunes langs de zuidkust van Long Island. In de baai liggen verschillende drassige eilandjes. Het Jamaica Bay Wildlife Refuge, deel van de Gateway National Recreation Area, omvat en beschermt die eilandjes en zoutmoerassen.